# 鶴田任男
鶴田 任男（つるた たかお、1931年3月25日 - 2011年10月17日）は、日本の実業家、政治家、馬主。

## 経歴
1931年生まれ。戦後に福岡県の炭鉱に3年間勤めたのち父親の瓦工業の仕事を継ぐ。その後建築関連の仕事を始め、ホテルやパチンコホールの経営にも携わった。1980年には、地元である宮崎県三股町の町議会議員となっている。2011年に死去。80歳没。

### 略歴
- 1973年 - 鶴田産業株式会社を創立[2]。
- 1977年 - 鶴丸観光有限会社を創立[2]。
- 1980年 - 宮崎県三股町の町議会議員となる（2期8年）[2]。
- 1983年 - 都城サンプラザホテルを開業[2]。

## 馬主活動

鶴田の勝負服

日本中央競馬会（JRA）に登録していた馬主としても知られた。勝負服の柄は紫、黄山形二本輪、桃袖、冠名は「ツルマル」を用いた。主に橋口弘次郎厩舎、坂口正則厩舎などに所有馬を預託していた。任男の死後は、妻の鶴田鈴子が相続限定馬主として所有馬を引き継ぎ、その中の一頭であったツルマルレオンで北九州記念を制している。
馬名の命名は初めは自ら行っていたが、その後は調教師や担当厩務員に任せていたという。

### エピソード
前述した調教師の橋口弘次郎は、鶴田と同じく三股町出身であり、親交が深かった。実家も近かったという。1989年の阪神3歳ステークス1番人気3着、翌年の東京優駿4着などの実績を残したツルマルミマタオーは、「三股町の名を全国に広げよう」と橋口と話して名付けた名前であった。また、所有馬のローテーションや騎手の起用、引退後の繁殖牝馬の配合に至るまで、鶴田は橋口に一任していた。

### 来歴
- 1987年 - 12月、馬主資格取得[1]。
- 1994年 - ツルマルガールが朝日チャレンジカップを制し、重賞初制覇[1]。
- 2004年 - ツルマルボーイが安田記念を制し、GI競走初制覇[1]。

## 主な所有馬

### GI競走優勝馬
- ツルマルボーイ（2002年金鯱賞、中京記念、宝塚記念2着、2003年宝塚記念2着、天皇賞・秋2着、2004年安田記念）

### 重賞競走優勝馬
- ツルマルガール（1994年朝日チャレンジカップ）
- ツルマルガイセン（1998年中日新聞杯、カブトヤマ記念）
- ツルマルツヨシ（1999年朝日チャレンジカップ、京都大賞典）
- ツルマルレオン（2013年北九州記念[注 1]）

### その他の所有馬
- ツルマルミマタオー（1989年野地菊ステークス、もみじステークス、阪神3歳ステークス3着、1990年弥生賞2着、京都4歳特別2着）
- ツルマルベッピン（1989年ラジオたんぱ杯3歳牝馬ステークス2着）
- ツルマルモチオー（1991年菜の花ステークス）
- ツルマルザムライ（2001年シルクロードステークス3着）[注 2]
- ツルマルファイター（2003年プロキオンステークス2着、シリウスステークス2着、2005年すばるステークス）
- ツルマルヨカニセ（2005北九州記念2着、小倉記念3着、朝日チャレンジカップ3着、2006年小倉日経オープン）
- ツルマルジュピター（2009年京王杯2歳ステークス3着）
- ツルマルワンピース（ブラストワンピースの母）